# Shoghi Effendi
Shoghí Effendí Rabbání (1 de março de 1897 - 4 de novembro de 1957), normalmente chamado apenas por Shoghi Effendi, foi o Guardião da Fé Bahá'í de 1921 até sua morte em 1957.
Depois do falecimento de `Abdu'l-Bahá em 1921, a liderança da comunidade Bahá'í entrou em nova fase, passando de um único indivíduo para uma ordem administrativa estabelecida em "dois pilares", o da Guardiania e a Casa Universal de Justiça, funcionando como uma base executiva e outra legislativa.
Shoghi Effendi não é considerado como uma das Figuras Centrais da Fé Bahá'í.

## Infância
Shoghi Effendi nasceu em 1 de março de 1897 em Akká, no norte da Palestina Otomana (actal Estado de Israel). Shoghi Effendi descendia do Báb através de seu pai, Mírzá Hádí Shírází, e descendia de Bahá'u'lláh através de sua mãe, Díyá'íyyih Khánum, a filha mais velha de 'Abdu'l-Bahá. Nos primeiros anos de sua vida, Shoghi Effendi foi extremamente influenciado por 'Abdu'l-Bahá, que providenciou muito para sua instrução na infância. Shoghi Effendi costumava orar em cada alvorecer por uma hora no quarto de seu avô e aprendeu várias orações o qual 'Abdu'l-Bahá encorajava-o a entoar. Foi também 'Abdu'l-Bahá que insistiu que o nome dado à criança deveria ser "Shoghi Effendi", ("Effendi" significa "Senhor"), ao invés de ser simplesmente conhecido como "Shoghi", como sinal de respeito para com ele.

## Educação
Shoghi Effendi começou por frequentar uma escola francesa conhecida como Irmãos das Escolas Cristãs em Haifa, e seguidamente foi para uma outra escola católica em Beirute. Posteriormente, Shoghi Effendi frequentou a Universidade Americana de Beirute nos seus últimos anos de ensino médio e seus primeiros anos de ensino superior. Relatava ser muito infeliz na escola e retornava freqüentemente em férias a Haifa para passar seu tempo com `Abdu'l-Bahá.
Durante seus estudos, dedicou-se ao estudo da língua inglesa - e ainda outros idiomas como o Árabe, Francês, Persa e o Turco que já falava fluentemente - para assim poder traduzir as cartas de 'Abdu'l-Bahá e servir como seu secretário.
Depois de estudar na Universidade Americana de Beirute, foi para a Universidade de Oxford no Reino Unido, onde se matriculou em Ciências Econômicas e Sociais, enquanto ainda aperfeiçoava suas habilidades de tradução.

## Guardiania
`Abdu'l-Bahá escreveu estas tocantes palavras a respeito daquele que viria a sucedê-Lo após Sua morte em seu livro A Última Vontade e Testamento:
"Ó vós, fiéis amados de 'Abdu'l-Bahá! Incumbe-vos tomar o maior cuidado por Shoghi Effendi...
Pois ele é, após 'Abdu'l-Bahá, o guardião da Causa de Deus... Quem não lhe obedecer, terá deixado de obedecer a Deus; quem dele se afastar, se terá afastado de Deus; e qualquer um que o negue estará negando ao Verdadeiro. Acautelai-vos para que ninguém interprete erroneamente estas palavras..."
Assim, 'Abdu'l-Bahá declarou explicitamente Sua escolha de um sucessor encarregado da liderança da comunidade bahá'í após Seu passamento. A Guardiania protegeu a unidade da Fé de Bahá'u'lláh, dando continuidade à linha de autoridade que passara de Bahá'u'lláh a 'Abdu'l-Bahá e agora repousava sobre os ombros de Shoghi Effendi—também chamado por 'Abdu'l-Bahá, em Sua Última Vontade e Testamento, de "o Sinal de Deus".

## Realizações principais

### Crescimento da Comunidade Bahá'í
Durante seu ministério a religião Bahá'í tornou-se uma fé global. Desde a época de sua nomeação até sua morte, a Fé Bahá'í cresceu de 100.000 para 400.000 membros, e os países de respresentação foram de 35 para 250 países.
Durante trinta e seis anos Shoghi Effendi desenvolveu a Comunidade Bahá'í e sua estrutura administrativa. Porque a comunidade Bahá'í era relativamente pequena e pouco desenvolvida quando ele assumiu a liderança da fé, reforçou e desenvolveu-a durante muitos anos até ao ponto em que era capaz de suportar a estrutura administrativa prevista por `Abdu'l-Bahá. Sob a direção de Shoghi Effendi, as Assembléias Espirituais Nacionais foram formadas, e milhares de Assembléias Espirituais Locais progrediram, enquanto a Fé Bahá'í se espalhou em torno do globo.
Ele também nomeou 32 Mãos da Causa, vigiou a conclusão da superestrutura do santuário do Báb, criou o Conselho Internacional Bahá'í em 1951, lançou a Cruzada de Dez Anos em 1953, e atuou como o representante oficial da Fé perante as autoridades legais da Palestina/Israel. Também enfrentou muitas tentativas dos Rompedores do Convênio para usurparem a sua autoridade.

### Escritos de Shoghi Effendi

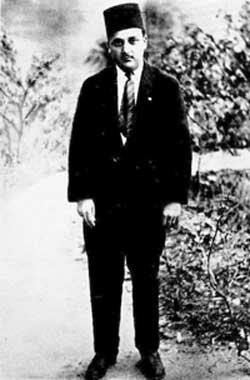
Shoghi Effendi 1921

Os textos produzidos pelas Figuras Centrais constituem as Escrituras Sagradas da Fé Bahá'í; os escritos de Shoghi Effendi são interpretações e comentários autorizadas sobre a história e escrituras das Figuras Centrais.
Em sua vida, Shoghi Effendi traduziu para o inglês muitos dos escritos do Báb, Bahá'u'lláh e 'Abdu'l-Bahá, tão bem quanto textos históricos inestimáveis como Os Rompedores da Alvorada. Sua posição não é apenas de um tradutor, mas era igualmente o intérprete designado e autorizado a interpretar os escritos bahá'ís. Suas traduções são um modelo para todas as traduções futuras das escrituras bahá'ís.
Em 1944, escreveu o livro A Presença de Deus para assinalar o centenário da Fé Bahá'í. Ele também produziu uma volumosa correspondência com crentes de todo o mundo. O número total estimado de cartas escritas por Shoghi Effendi supera as 30.000. Suas cartas a indivíduos e assembléias foram compiladas em diversos livros, tornando-se importantíssimos elementos de literatura baha'i.
Ele sempre assinou suas cartas simplesmente com "Shoghi". Em 1922, logo após tornar-se Guardião, pediu que fosse considerado como um "verdadeiro irmão", para ser mencionado em cartas ou endereços verbais sempre como Shoghi Effendi.

## Publicações
- Effendi, Shoghi (1938). The Advent of Divine Justice. Wilmette, Illinois, USA: Bahá'í Publishing Trust. ISBN 0-87743-195-7
- Effendi, Shoghi (1974). Bahá'í Administration. Wilmette, Illinois, USA: Bahá'í Publishing Trust. ISBN 0-87743-166-3
- Effendi, Shoghi (1980). Citadel of Faith: Messages to America, 1947-1957. Wilmette, Illinois, USA: Bahá'í Publishing Trust. ISBN 0-87743-145-0
- Effendi, Shoghi (1981). The Dispensation of Bahá'u'lláh. Wilmette, Illinois, USA: Bahá'í Publishing Trust. ISBN 0-900125-46-2
- Effendi, Shoghi (1944). God Passes By. Wilmette, Illinois, USA: Bahá'í Publishing Trust. ISBN 0-87743-020-9
- Effendi, Shoghi (1971). Messages to the Bahá'í World, 1950-1957. Wilmette, Illinois, USA: Bahá'í Publishing Trust. ISBN 0-87743-036-5
- Effendi, Shoghi (1976). Principles of Bahá'í Administration 4th ed. London, UK: Bahá'í Publishing Trust. ISBN 0-900125-13-6
- Effendi, Shoghi (1938). The World Order of Bahá’u’lláh. Wilmette, Illinois, USA: Bahá'í Publishing Trust. ISBN 0-87743-231-7